# Récompenses des Lakers de Los Angeles

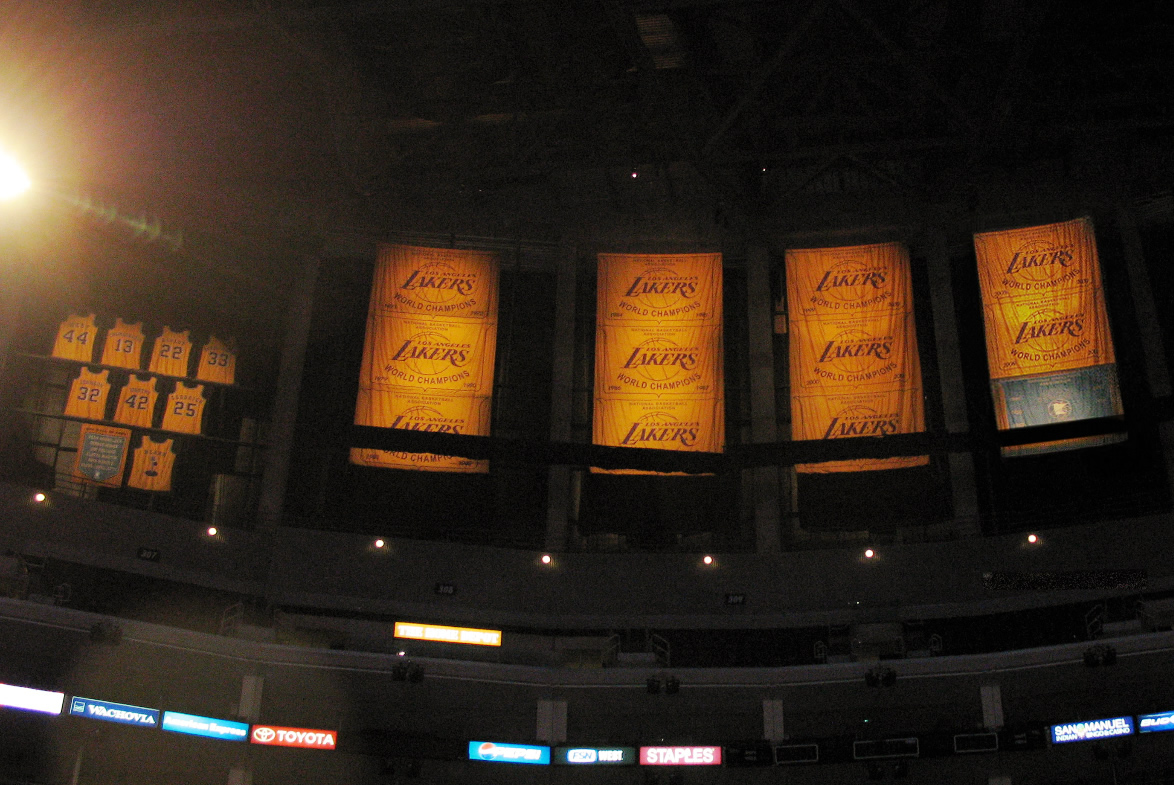
Bannières de champions NBA

Les Lakers de Los Angeles sont l'une des franchises de basket-ball professionnel américain évoluant dans la National Basketball Association, avec les Celtics de Boston, la plus titrée tant au niveau de l'équipe que de ses joueurs, entraineurs et dirigeants.

## Titres de l'équipe

### Champion BAA / NBA
Les Lakers ont gagné un titre de champion BAA et 17 titres de champion NBA : 1949, 1950, 1952, 1953, 1954, 1972, 1980, 1982, 1985, 1987, 1988, 2000, 2001, 2002, 2009, 2010 et 2020.

### Champion de conférence
Ils ont gagné 19 titres de champion de la Conférence Ouest : 1972, 1973, 1980, 1982, 1983, 1984, 1985, 1987, 1988, 1989, 1991, 2000, 2001, 2002, 2004, 2008, 2009, 2010 et 2020.

### Champion de division
Les Lakers ont été 34 fois champion de division : 1950, 1951, 1953, 1954, 1962, 1963, 1965, 1966, 1969, 1971, 1972, 1973, 1974, 1977, 1980, 1982, 1983, 1984, 1985, 1986, 1987, 1988, 1989, 1990, 2000, 2001, 2004, 2008, 2009, 2010, 2011, 2012, 2020 et 2025.
Ces titres se répartissent en un titre de la division Centrale, 8 titres de la division Ouest et 25 titres de la division Pacifique.

### NBA Cup
Les Lakers ont remporté un titre de la NBA Cup : 2023.

## Titres individuels

### MVP
- Kareem Abdul-Jabbar (x3) – 1976, 1977, 1980
- Magic Johnson (x3) – 1987, 1989, 1990
- Shaquille O'Neal – 2000
- Kobe Bryant – 2008

### MVP des Finales
- Jerry West – 1969
- Wilt Chamberlain – 1972
- Magic Johnson (x3) – 1980, 1982, 1987
- Kareem Abdul-Jabbar – 1985
- James Worthy – 1988
- Shaquille O'Neal (x3) – 2000, 2001, 2002
- Kobe Bryant (x2) – 2009, 2010
- LeBron James – 2020

### MVP de la NBA Cup
- LeBron James – 2023

### Défenseur de l'année
- Michael Cooper – 1987

### Rookie de l'année
- Elgin Baylor – 1959

### 6ème homme de l'année
- Lamar Odom – 2011

### Entraîneur de l'année
- Bill Sharman – 1972
- Pat Riley – 1990
- Del Harris – 1995

### Exécutif de l'année
- Jerry West – 1995

### J. Walter Kennedy Citizenship Award
- Michael Cooper – 1986
- Magic Johnson – 1992
- Ron Artest – 2011
- Pau Gasol – 2012

### NBA Community Assist Award
- Pau Gasol – 2012

## Hall of Fame

### Joueurs
30 hommes ayant joué aux Lakers principalement, ou de façon significative pendant leur carrière ont été introduits au Basketball Hall of Fame (également appelé Naismith Memorial Basketball Hall of Fame).
| Joueur              | Activité aux Lakers | Activité aux Lakers     | Hall of Fame        |
| Joueur              | Années              | Titres avec Los Angeles | Année intronisation |
| ------------------- | ------------------- | ----------------------- | ------------------- |
| George Mikan        | 1948–1954 1955–1956 | 5                       | 1959                |
| Elgin Baylor        | 1958–1971           | 0                       | 1977                |
| Jim Pollard         | 1948–1955           | 5                       | 1978                |
| Wilt Chamberlain    | 1968–1973           | 1                       | 1979                |
| Jerry West          | 1960–1974           | 1                       | 1980                |
| Slater Martin       | 1949–1956           | 5                       | 1982                |
| Clyde Lovellette    | 1953–1957           | 1                       | 1988                |
| Connie Hawkins      | 1973–1975           | 0                       | 1992                |
| Vern Mikkelsen      | 1949–1959           | 5                       | 1995                |
| Kareem Abdul-Jabbar | 1975–1989           | 5                       | 1995                |
| Gail Goodrich       | 1965–1968 1970–1976 | 1                       | 1996                |
| Bob McAdoo          | 1981–1985           | 2                       | 2000                |
| Magic Johnson       | 1979–1991 1996      | 5                       | 2002                |
| James Worthy        | 1982–1994           | 3                       | 2003                |
| Adrian Dantley      | 1977–1979           | 0                       | 2008                |
| Karl Malone         | 2003–2004           | 0                       | 2010                |
| Dennis Rodman       | 1999                | 0                       | 2011                |
| Jamaal Wilkes       | 1977–1985           | 3                       | 2012                |
| Gary Payton         | 2003–2004           | 0                       | 2013                |
| Mitch Richmond      | 2001–2002           | 1                       | 2014                |
| Spencer Haywood     | 1979–1980           | 1                       | 2015                |
| Zelmo Beaty         | 1974–1975           | 0                       | 2016                |
| Shaquille O'Neal    | 1996–2004           | 3                       | 2016                |
| Charlie Scott       | 1977–1978           | 0                       | 2018                |
| Steve Nash          | 2012–2015           | 0                       | 2018                |
| Vlade Divac         | 1989–1996 2004–2005 | 0                       | 2019                |
| Kobe Bryant         | 1996–2016           | 5                       | 2020                |
| Pau Gasol           | 2008–2014           | 2                       | 2023                |
| Dick Barnett        | 1962–1965           | 0                       | 2024                |
| Michael Cooper      | 1978–1990           | 5                       | 2024                |

### Entraineurs, managers et contributeurs
| Personnalité     | Activité aux Lakers | Activité aux Lakers     | Activité aux Lakers  | Hall of Fame        | Hall of Fame |
| Personnalité     | Années              | Titres avec Los Angeles | Fonction             | Année intronisation | Qualité      |
| ---------------- | ------------------- | ----------------------- | -------------------- | ------------------- | ------------ |
| Pete Newell      | 1972–1976           | 0                       | manager général      | 1979                | contributeur |
| John Kundla      | 1948–1957 1958–1959 | 5                       | entraîneur           | 1995                | entraîneur   |
| Chick Hearn      | 1961–2002           | 9                       | annonceur            | 2004                | contributeur |
| Bill Sharman     | 1971–1976           | 1                       | entraîneur           | 2004                | entraîneur   |
| Phil Jackson     | 1999–2004 2005–2011 | 5                       | entraîneur           | 2007                | entraîneur   |
| Pat Riley        | 1979–1981 1981–1990 | 5                       | assistant entraîneur | 2008                | entraîneur   |
| Jerry Buss       | 1979–2013           | 10                      | propriétaire         | 2010                | contributeur |
| Tex Winter       | 1999–2008           | 3                       | assistant            | 2011                | entraîneur   |
| Rudy Tomjanovich | 2004–2005           | 0                       | entraîneur           | 2020                | entraîneur   |

## Maillots retirés
Les maillots retirés de la franchise des Lakers sont les suivants :
- 8 - Kobe Bryant
- 13 - Wilt Chamberlain
- 22 - Elgin Baylor
- 24 - Kobe Bryant
- 25 - Gail Goodrich
- 32 - Magic Johnson
- 33 - Kareem Abdul-Jabbar
- 34 - Shaquille O'Neal
- 42 - James Worthy
- 44 - Jerry West
- 52 - Jamaal Wilkes
- 99 - George Mikan
- MIC - Chick Hearn

## Récompenses du All-Star Week-End

### Sélections au All-Star Game
Liste des joueurs sélectionnés pour le All-Star Game, en tant que joueur des Lakers de Los Angeles :
- George Mikan (x4) – 1951, 1952, 1953, 1954
- Vern Mikkelsen (x6) – 1951, 1952, 1953, 1955, 1956, 1957
- Jim Pollard (x4) – 1951, 1952, 1954, 1955
- Slater Martin (x5) – 1953, 1954, 1955, 1956, 1957
- Clyde Lovellette – 1956
- Dick Garmaker (x4) – 1957, 1958, 1959, 1960
- Larry Foust (x2) – 1958, 1959
- Elgin Baylor (x11) – 1959, 1960, 1961, 1962, 1963, 1964, 1965, 1967, 1968, 1969, 1970
- Rod Hundley (x2) – 1960, 1961
- Jerry West (x14) – 1961, 1962, 1963, 1964, 1965, 1966, 1967, 1968, 1969, 1970, 1971, 1972, 1973, 1974
- Frank Selvy – 1962
- Rudy LaRusso (x3) – 1962, 1963, 1966
- Darrall Imhoff – 1967
- Archie Clark – 1968
- Wilt Chamberlain (x4) – 1969, 1971, 1972, 1973
- Gail Goodrich (x4) – 1972, 1973, 1974, 1975
- Kareem Abdul-Jabbar (x13) – 1976, 1977, 1979, 1980, 1981, 1982, 1983, 1984, 1985, 1986, 1987, 1988, 1989
- Magic Johnson (x12) – 1980, 1982, 1983, 1984, 1985, 1986, 1987, 1988, 1989, 1990, 1991, 1992
- Jamaal Wilkes (x2) – 1981, 1983
- Norm Nixon – 1982
- James Worthy (x7) – 1986, 1987, 1988, 1989, 1990, 1991, 1992
- A. C. Green – 1990
- Cedric Ceballos – 1995
- Shaquille O'Neal (x7) – 1997, 1998, 2000, 2001, 2002, 2003, 2004
- Eddie Jones (x2) – 1997, 1998
- Kobe Bryant (x18) – 1998, 2000, 2001, 2002, 2003, 2004, 2005, 2006, 2007, 2008, 2009, 2010, 2011, 2012, 2013, 2014, 2015, 2016
- Nick Van Exel – 1998
- Pau Gasol (x3) – 2009, 2010, 2011
- Andrew Bynum – 2012
- Dwight Howard – 2013
- LeBron James (x7) – 2019, 2020, 2021, 2022, 2023, 2024, 2025
- Anthony Davis (x3) – 2020, 2021, 2024

### MVP du All-Star Game
- George Mikan – 1953
- Elgin Baylor – 1959
- Jerry West – 1972
- Magic Johnson (x2) – 1990, 1992
- Shaquille O'Neal (x2) – 2000, 2004
- Kobe Bryant (x4) – 2002, 2007, 2009, 2011

### Entraîneur au All-Star Game
- John Kundla (x4) – 1951, 1952, 1953, 1954
- Fred Schaus (x5) – 1962, 1963, 1964, 1966, 1967
- Bill Sharman (x2) – 1972, 1973
- Pat Riley (x8) – 1982, 1983, 1985, 1986, 1987, 1988, 1989, 1990
- Phil Jackson (x2) – 2000, 2009
- Frank Vogel – 2020

### Vainqueur du concours de dunks
- Kobe Bryant – 1997

## Distinctions en fin d'année

### All-NBA Team

#### All-NBA First Team
- George Mikan (x6) – 1949, 1950, 1951, 1952, 1953, 1954
- Jim Pollard (x2) – 1949, 1950
- Elgin Baylor (x10) – 1959, 1960, 1961, 1962, 1963, 1964, 1965, 1967, 1968, 1969
- Jerry West (x10) – 1962, 1963, 1964, 1965, 1966, 1967, 1970, 1971, 1972, 1973
- Gail Goodrich – 1974
- Kareem Abdul-Jabbar (x6) – 1976, 1977, 1980, 1981, 1984, 1986
- Magic Johnson (x9) – 1983, 1984, 1985, 1986, 1987, 1988, 1989, 1990, 1991
- Shaquille O'Neal (x6) – 1998, 2000, 2001, 2002, 2003, 2004
- Kobe Bryant (x11) – 2002, 2003, 2004, 2006, 2007, 2008, 2009, 2010, 2011, 2012, 2013
- Anthony Davis – 2020
- LeBron James – 2020

#### All-NBA Second Team
- Vern Mikkelsen (x4) – 1951, 1952, 1953, 1955
- Jim Pollard (x2) – 1952, 1954
- Slater Martin (x2) – 1955, 1956
- Clyde Lovellette – 1956
- Dick Garmaker – 1957
- Jerry West (x2) – 1968, 1969
- Wilt Chamberlain – 1972
- Kareem Abdul-Jabbar (x4) – 1978, 1979, 1983, 1985
- Magic Johnson – 1982
- Shaquille O'Neal – 1999
- Kobe Bryant (x2) – 2000, 2001
- Pau Gasol – 2011
- Andrew Bynum – 2012
- LeBron James (x2) – 2021, 2025
- Anthony Davis – 2024

#### All-NBA Third Team
- James Worthy (x2) – 1990, 1991
- Shaquille O'Neal – 1997
- Kobe Bryant (x2) – 1999, 2005
- Pau Gasol (x2) – 2009, 2010
- Dwight Howard – 2013
- LeBron James (x4) – 2019, 2022, 2023, 2024

### NBA All-Rookie Team

#### NBA All-Rookie First Team
- Bill Hewitt – 1969
- Dick Garrett – 1970
- Jim Price – 1973
- Brian Winters – 1975
- Norm Nixon – 1978
- Magic Johnson – 1980
- James Worthy – 1983
- Byron Scott – 1984
- Vlade Divac – 1990
- Eddie Jones – 1995
- Jordan Clarkson – 2015
- Kyle Kuzma – 2018

#### NBA All-Rookie Second Team
- Nick Van Exel  – 1994
- Travis Knight – 1997
- Kobe Bryant – 1997
- D'Angelo Russell – 2016
- Brandon Ingram – 2017
- Lonzo Ball – 2018

### NBA All-Defensive Team

#### NBA All-Defensive First Team
- Jerry West (x4) – 1970, 1971, 1972, 1973
- Wilt Chamberlain (x2) – 1972, 1973
- Kareem Abdul-Jabbar (x3) – 1979, 1980, 1981
- Michael Cooper (x5) – 1982, 1984, 1985, 1987, 1988
- Kobe Bryant (x9) – 2000, 2003, 2004, 2006, 2007, 2008, 2009, 2010, 2011
- Anthony Davis (x2) – 2020, 2024

#### NBA All-Defensive Second Team
- Jerry West – 1969
- Kareem Abdul-Jabbar (x4) – 1976, 1977, 1978, 1984
- Michael Cooper (x3) – 1981, 1983, 1986
- A. C. Green – 1989
- Eddie Jones – 1998
- Shaquille O'Neal (x3) – 2000, 2001, 2003
- Kobe Bryant (x3) – 2001, 2002, 2012